# Граждане Беслана
Граждане Беслана — фильм, посвящённый трагическим событиям 1—3 сентября 2004 года в осетинском городе Беслане. Герои фильма — жители города, которые, оказавшись в заложниках, проявили лучшие человеческие качества и спасли не только себя, но и других.

## Съёмочная группа
- Автор сценария: Вадим Цаликов[2];
- Режиссёры: Вадим Цаликов, Темина Туаева[2];
- Операторы: Владимир Полянский, Казбек Басаев, Тамерлан Бутаев, Альберт Бзаров, Вадим Горбатский[2];
- Композитор: Леонид Кабанов[2].

## Награды
- Приз «Серебряная ладья» кинофестиваля «Окно в Европу», Выборг, 2005 г.[3];
- Приз французских телеканалов «Одиссей» и «Истуар» на кинофестивале российского кино в Онфлёре (Франция) 2005 г.[1][4];
- Специальный приз на МКФ им. С. Ф. Бондарчука «Волоколамский рубеж», Волоколамск, 2005 г.[1][5];
- Приз газеты Союза кинематографистов России «СК-Новости» на МКФ «Сталкер», Москва, 2005 г.[6];
- Приз жюри педагогов на МКФ детского кино Фонда Р. Быкова, Москва, 2006 г.[7];
- Приз «Серебряный кентавр» на МКФ «Послание к человеку», Санкт-Петербург, 2006 г.[1];
- Приз «Серебряный витязь» на МКФ «Золотой витязь», Серпухов, 2006 г.[8];
- По оценкам ряда французских критиков, фильм вошёл в десятку лучших документальных фильмов 2006 г.[9]